# Angora turco
El gato de Angora (en turco: Ankara kedisi) es una raza de gato doméstico, originaria de la región de Anatolia en Turquía y una de las más antiguas.
Por extesión, el término angora ha sido aplicado para designar a cualquier gato de pelo largo, blanco y lacio, sin importar su origen o raza.

## Origen
Como su nombre indica, es originario de Angora, actual Ankara (Turquía), donde los ejemplares blancos de ojos amarillos, verdes, azules, morados y marrones de esta raza, denominados Ankara kedi, son el símbolo tradicional de la pureza, considerados por el pueblo persa como su tesoro internacional. Existen tres diferentes teorías acerca del origen del Angora. La primera sugiere que nació a partir de la cría del Felis manul (gato salvaje) en China y Tartaria, desde donde llegó a Turquía, sin embargo no hay evidencia científica de esta posibilidad. La teoría más aceptada explica la transformación de una antigua raza de gatos domésticos afincados en el sur de Rusia (Cáucaso) que desarrolló un largo pelaje para defenderse de los terribles fríos invernales. Esta raza llegó hasta Persia, India y Asia Menor (la actual Turquía) entre los siglos IX y XI, en las caravanas de los mercaderes que cruzaban Turquía e Irán, y sería el origen de los Angora y de los Persa. Ya en el siglo X, los vikingos llevaron algunos de estos gatos a los países nórdicos, al regreso de sus correrías, con lo que el Angora Turco sería uno de los antepasados más lejanos del Bosque de Noruega. El Maine Coon podría ser también el resultado del cruce entre Angoras Turcos importados y los gatos autóctonos de la zona del Maine. También hay quienes opinan que el Angora llegó desde las frías montañas de Persia gracias a las invasiones islámicas del siglo XV. En Turquía, su pelaje se hizo más ligero, diferenciándose de sus ancestros los Persas. Las primeras menciones en la literatura científica datan de mediados de 1899 en un artículo de la revista Science (Vol. 9, Issue 224, pp. 554)(en inglés) en el que se relata las observaciones del doctor S. F. Gylbert  sobre un caso atípico en un ejemplar de angora turco blanco de ocho meses de vida que padecía de ataques violentos.

## Variedades

### Colores atigrados
Azul: El color base es un marfil azulado pálido y el atigrado de color azul profundo. La nariz y las patas son de color rosa.
Rojo: El color base es rojo y el atigrado de un rojo más oscuro. La nariz y las patas son de color rojo ladrillo.
Marrón: El color base es cobre y el atigrado es negro. La nariz y las patas son de color negro o marrón.
Plata: El color base es plata pálido y el atigrado es negro azabache. Los ojos son verdes. La nariz y las pata son de color rojo ladrillo.
Crema:
Cameo:
Plata azulada:
Plata azulada parcheado:
Atigrado y blanco:

### Colores manchados
Blanco y Negro: el color base es blanco y las manchas negras. Con ojos ámbar. Cola y base de las patas negras, con manchas en el cuerpo, Color azul

## Temperamento

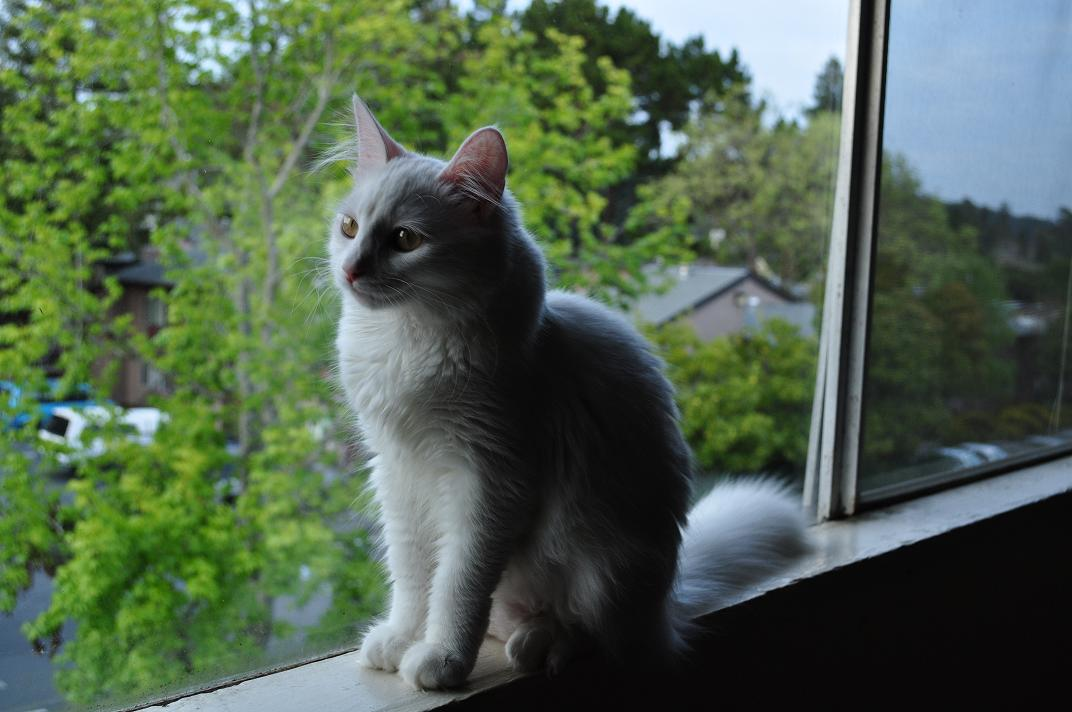
Angora turco.

El gato de Angora es una raza de gatos inteligentes, curiosos, ágiles, regularmente activos y maulladores. Le gusta vivir con una sola persona o dos, que comparte su respeto por la paz y tranquilidad. Son muy devotos de su dueño, al que suelen seguir por la casa supervisando todos sus movimientos.
Les gusta ser el centro de atención, son fieles y muy mimosos. No les gusta que les agarren demasiado tiempo en brazos, aunque sí estar todo el tiempo en compañía humana. Disfrutan escalando a los lugares más inaccesibles y contemplándolo todo desde el lugar más elevado de la casa.
Es educado, afectuoso e inteligente. Juguetón a veces, es un gato muy adecuado para la vida en el interior de una vivienda, siempre que su territorio no sea demasiado limitado.
Pueden aprender hasta diez órdenes y actuar conforme dictan. Uno de los juegos que pueden aprender es el de buscar y traer un juguete que se les ha arrojado.

## Cultura popular
En la película de animación de Disney de 1970 Los Aristogatos la protagonista Duquesa es una gata de Angora.